# Penthostola albomaculatis
Penthostola albomaculatis är en fjärilsart som beskrevs av Liu och Bai 1985. Penthostola albomaculatis ingår i släktet Penthostola och familjen vecklare. Inga underarter finns listade i Catalogue of Life.